# Mosquée de Tsingoni
La mosquée de Tsingoni est une mosquée française située à Tsingoni sur la Grande-Terre de Mayotte. Remontant au moins au XVIe siècle, elle est la plus vieille mosquée en activité de France.
Mosquée royale lorsque Tsingoni était capitale de Mayotte, renommée dans tout l'archipel des Comores, elle témoigne de l'influence shirazienne et swahilie sur l'île. Elle reste un important foyer religieux de Mayotte et un symbole de l'île.
La mosquée a été plusieurs fois remaniée, notamment au XIXe siècle, en 1986, en 1991 avec l'édification du minaret, puis en 2004. La mosquée d'origine a été absorbée par les extensions mais reste visible. Plusieurs parties majeures sont d'origine, comme la porte nord et surtout le mihrab en corail sculpté. Partiellement classée monument historique en 2012, elle fait l'objet d'importants travaux de rénovation.

## Historique de l'implantation

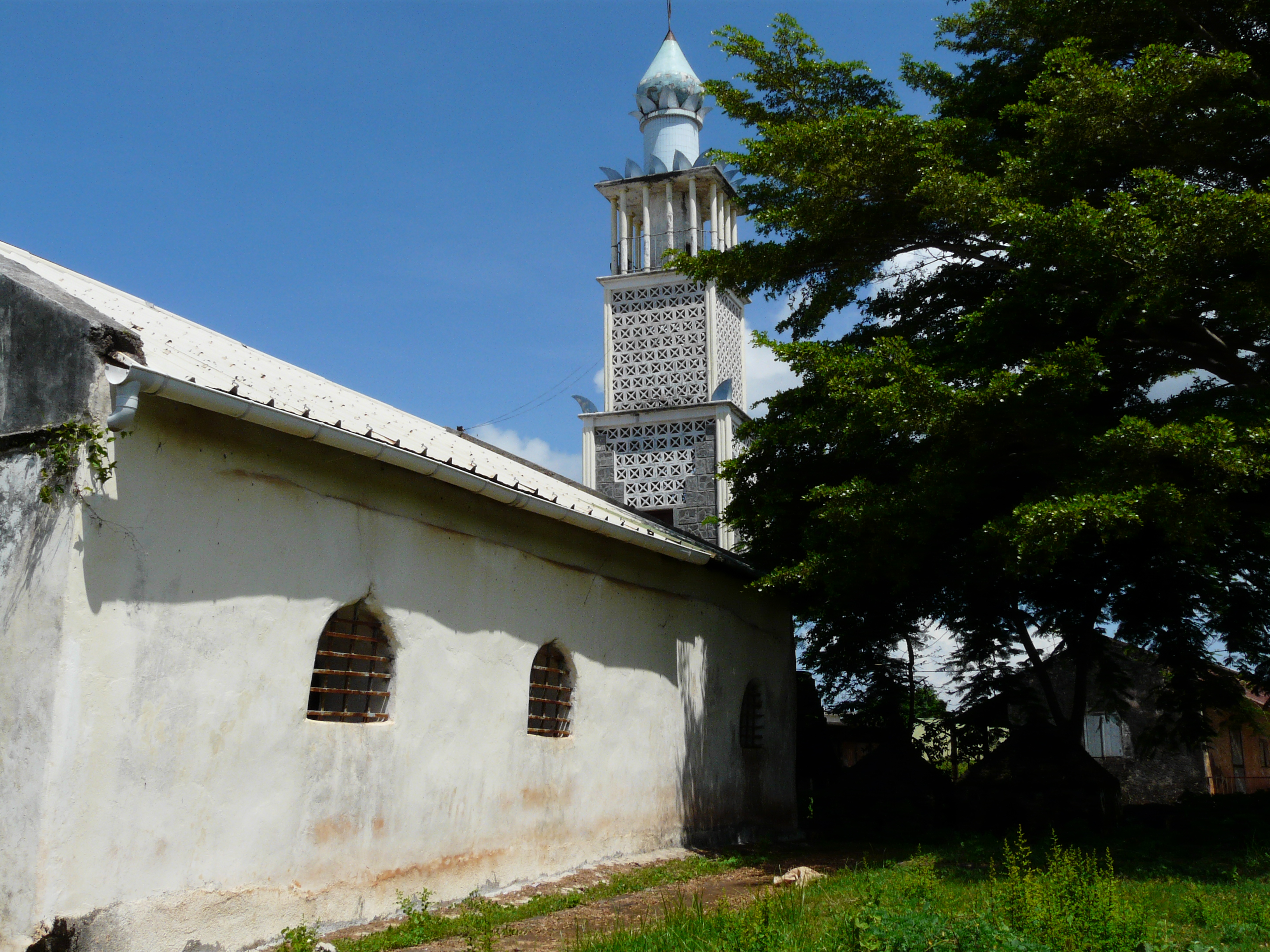
Vue sur le flanc de la mosquée

La date exacte de construction de la première mosquée sur le site de Tsingoni est inconnue. Les fouilles réalisées par l'INRAP en octobre 2016 ont constaté une occupation du site dès le XIIIe siècle et la présence d'un édifice cultuel au XIVe siècle, ce qui en fait une contemporaine de Notre-Dame de Paris. Une mosquée est signalée au moins dès 1521 dans les textes anciens, et plusieurs couches de construction ont été révélées par les fouilles archéologiques. La première date connue avec certitude est celle de l'édification du mirhab, en 1538 sur ordre du sultan shirazien Ali ben Mohamed dit « Haïssa », qui l'embellit et l'enrichit : Tsingoni est alors la capitale de Mayotte, érigée en sultanant à partir de 1460-1470, et la mosquée est donc nommée mosquée royale. Proche de la mer, mais protégée par un éperon rocheux, son port est actif entre le VIIe siècle et le XVe siècle. Un rempart en terre entourait la ville, qui comportait un palais et un tissu urbain de type médina : aujourd'hui disparu, l'emplacement du rempart marque toujours la séparation de la vieille ville de l'extension urbaine des années 1980.
Entre 1790 et 1820 la ville est en grande partie détruite par les razzias malgaches, mais pas la mosquée. La capitale sera alors transférée sur le rocher de Dzaoudzi, plus facile à défendre. Après cet abandon partiel de la ville, les habitants entreprendront au milieu du XIXe siècle la restauration de la mosquée.

## Construction et architecture
La mosquée du XIVe siècle a été absorbée par les extensions successives,  notamment en 1986, 1991 et 2004, destinée à répondre à la progression démographique. Plusieurs éléments d'origine ont été préservés, notamment le mihrab en corail sculpté et les cimetières extérieurs. Mais la dégradation du site a motivé d'importants travaux de rénovation à partir de 2012.

### La mosquée originale

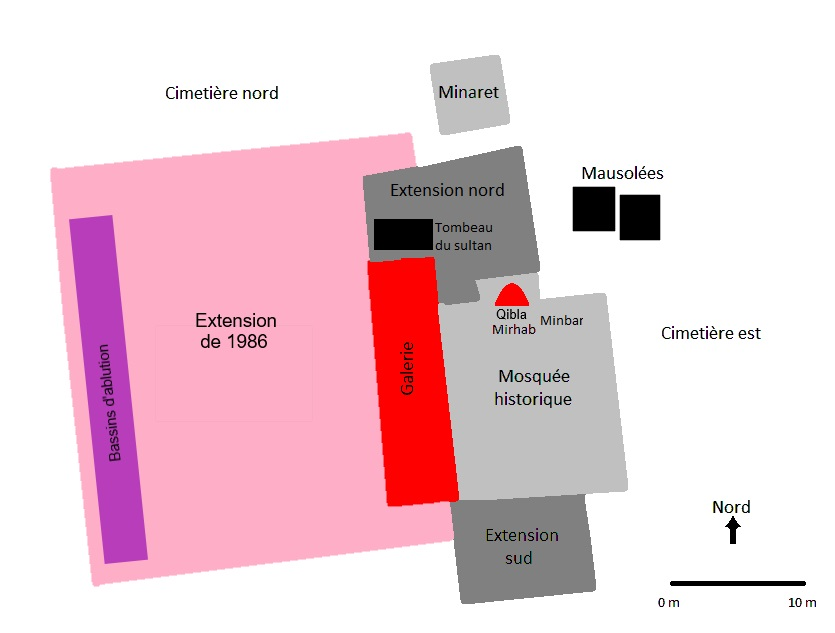
Schéma de la mosquée de Tsingoni (Mayotte), avec les extensions successives et les mausolées shiraziens (d'après l'exposition de la DAC au sein de la mosquée, fouilles INRAP).

La mosquée de 1538 a sans doute été précédée d'une autre, à partir au moins de 1517. Cette mosquée de 1538 est faite de pierres de corail et de chaux corallienne, avec des poutres en palétuvier et un toit plat (servant à récupérer l'eau de pluie), et d'une architecture typiquement swahilie. En 1860, elle est décrite par le voyageur Alfred Gevrey comme couverte d'une toiture en feuilles de cocotier. Ayant servi de carrière de pierre au XIXe siècle, c'est toute sa moitié sud-ouest qui a été remaniée tandis que des pignons sont ajoutés pour supporter une toiture à deux pans.
La mosquée originelle était organisée avec une salle de prière rectangulaire, avec des couloirs latéraux et des murs épais pour supporter le poids de la terrasse. Une ouverture au plafond et des fenêtres ogivales éclairaient la mosquée. Une seule porte, surmontée d'un arc cissoïde et avec des éléments de bois, et un pilier sont encore d'origine. L'accès se faisait alors par le nord et l'ouest, près de la qibla et du mihrab, où un petit escalier permettait d’accéder au toit terrasse. Un minaret-escalier, de faible hauteur, existait.
À l'intérieur, le mur de la qibla comporte une loge d'où est prononcé l'appel à la prière et un escalier-minaret typique des mosquées swahilies. Le plan d'origine n'a pas changé jusqu'aux années 1980. Des cimetières existent au nord et à l'est, avec différents types de tombes, dont deux mausolées dans le cimetière ouest, aux riches décors, abritant des membres de la famille du sultan Haïssa, qui rappellent les tombes d'architecture similaire présentes dans l'archipel de Lamu, au Kenya (haut lieu de la culture swahilie).

### Les extensions duXXesiècle

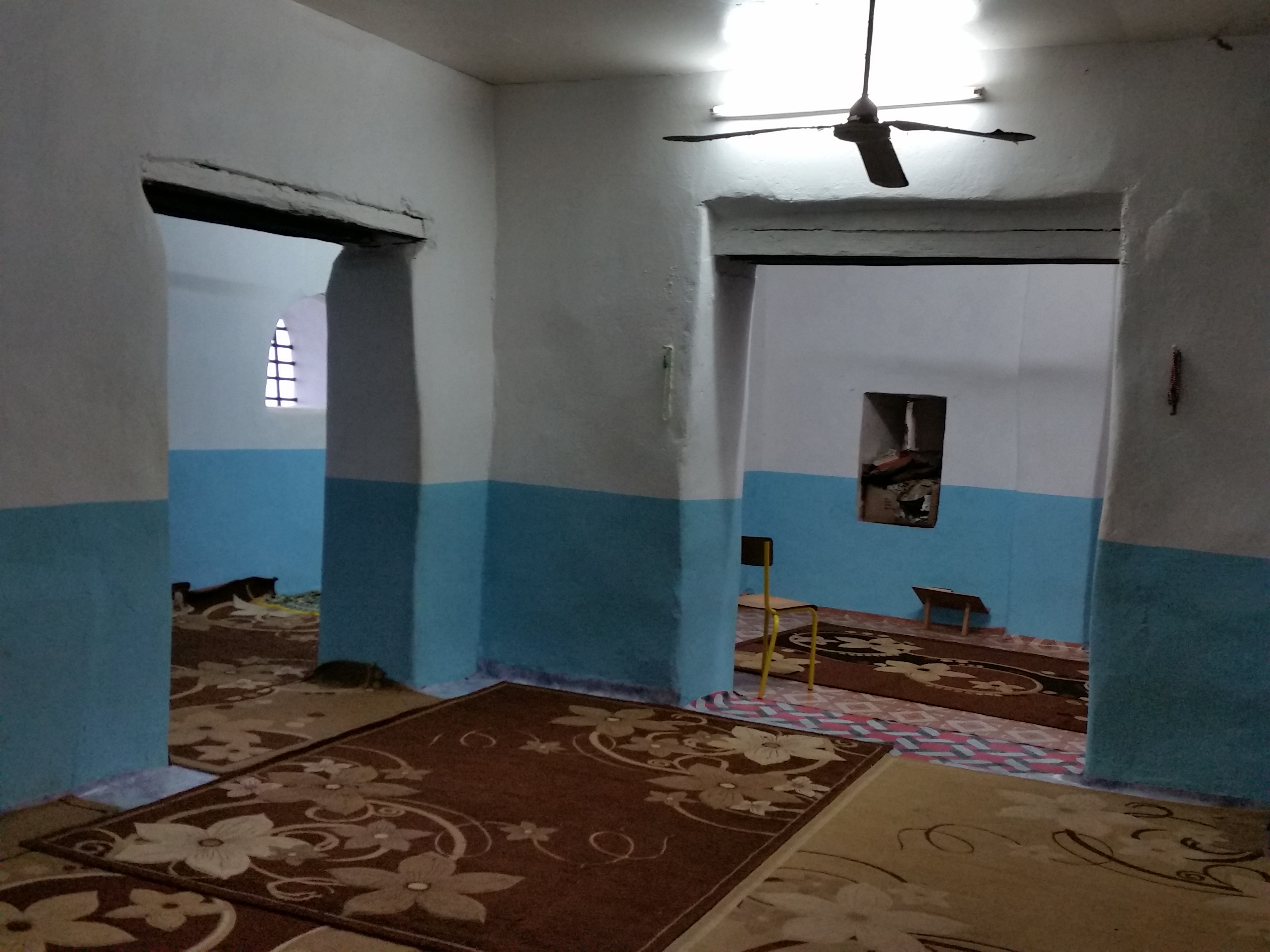
L'intérieur de la mosquée du XIVe siècle, aujourd'hui absorbée par les extensions successives.
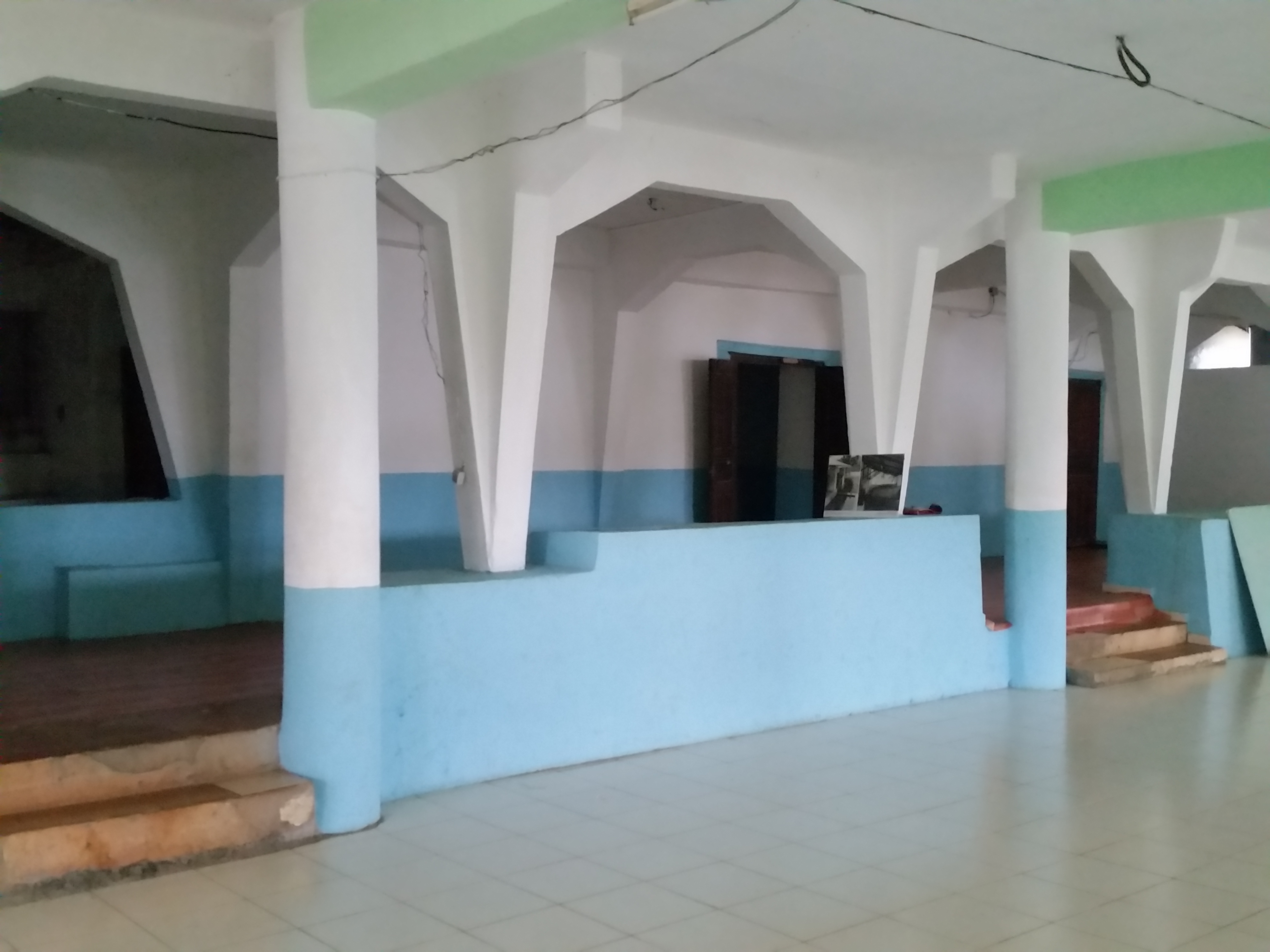
La galerie intérieure entre l'ancienne mosquée (face) et son extension (zone carrelée).
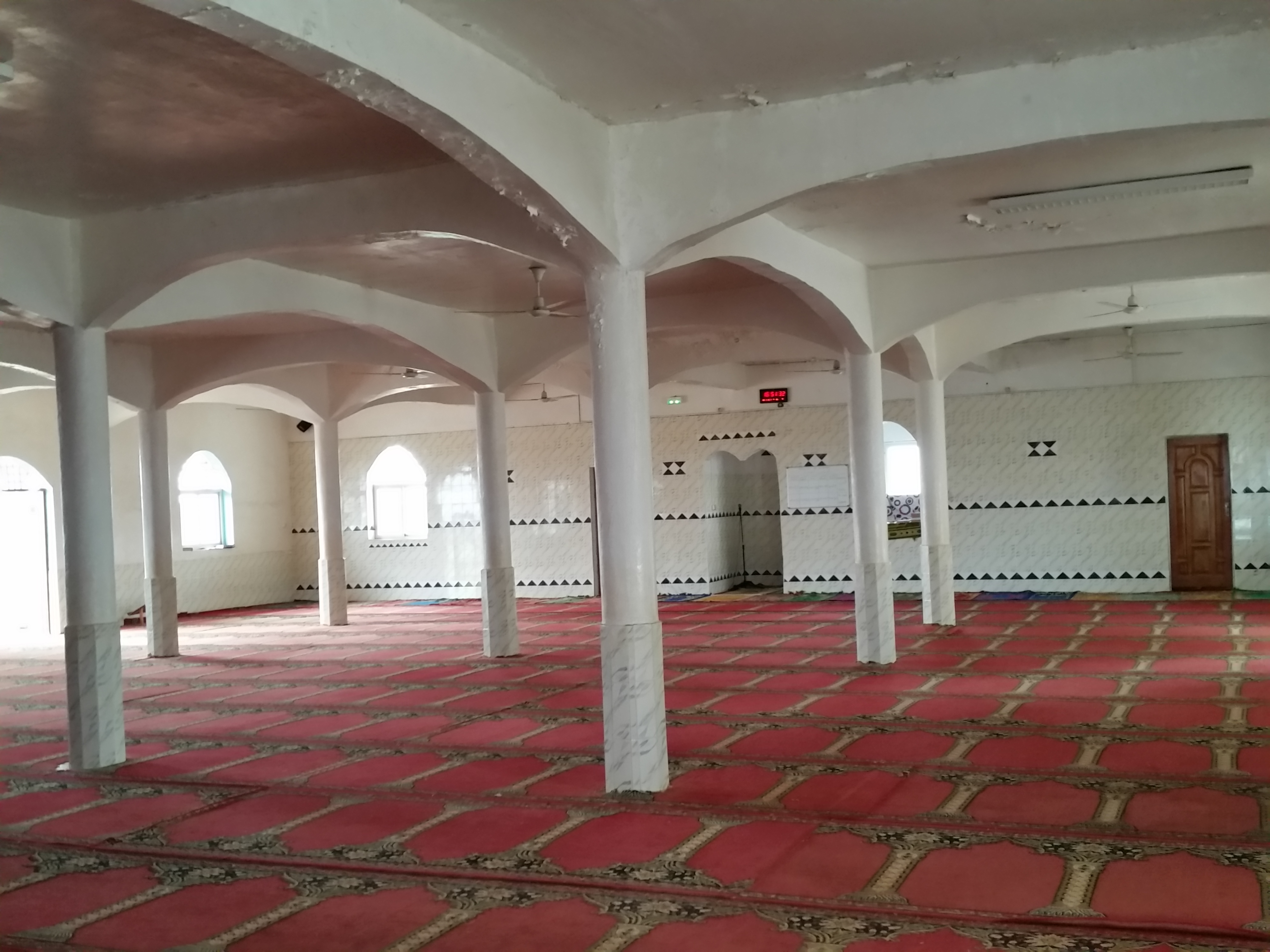
Salle de prière à l'étage de l'extension de 2004.

L'entretien est assuré par les fidèles, qui dans les années 1980 refont la couverture et les enduits extérieurs, et sonorisent l'appel à la prière. Cette mosquée a longtemps été la seule du vendredi de Mayotte, la principale de l'île, dont la fréquentation a motivé l'extension. En 1986, l'architecte Attila Cheyssial construit un patio à arcades à l'ouest du bâtiment historique pour l'agrandir – démoli une vingtaine d'années plus tard – et un minaret au nord, livré en 1991 (la lune et l'étoile installées au sommet ont été retirées en raison de leur poids trop important), et une nouvelle salle de prière est édifiée en 2003. En 2004, une nouvelle mosquée est construite à la place du patio pour accroître la capacité d'accueil, avec pour la première fois un étage (salle de prière des femmes, l'ancienne au rez-de-chaussée devenant une salle de cours).
Ces extensions entreprises depuis les années 1980, pour répondre à l'importante fréquentation, ont été sans cohérence d'ensemble et ont rendu nécessaire une restauration pour valoriser le site, qui est à présent entouré d'un dense tissu urbain. En effet : 

« malheureusement, l'entretien de ce patrimoine n'est pas à la hauteur de son importance et l'intérieur des tombeaux est un véritable dépotoir »

 déplorait un archéologue en 2007.

### Le mihrab en corail sculpté

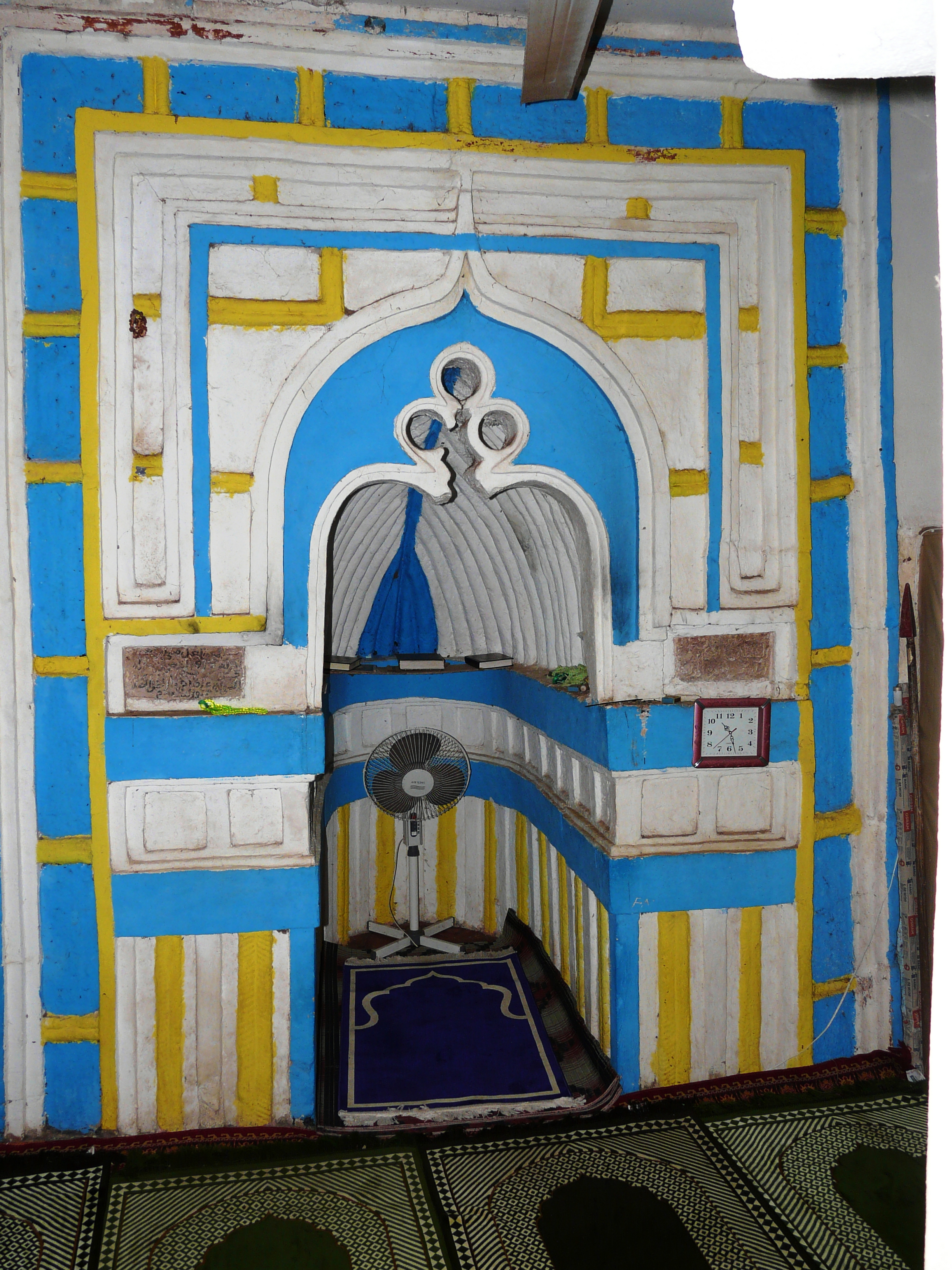
Le mirhab avant 2016.
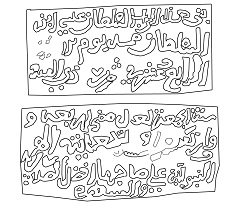
Inscriptions sur le mihrab découvertes lors de sa rénovation.
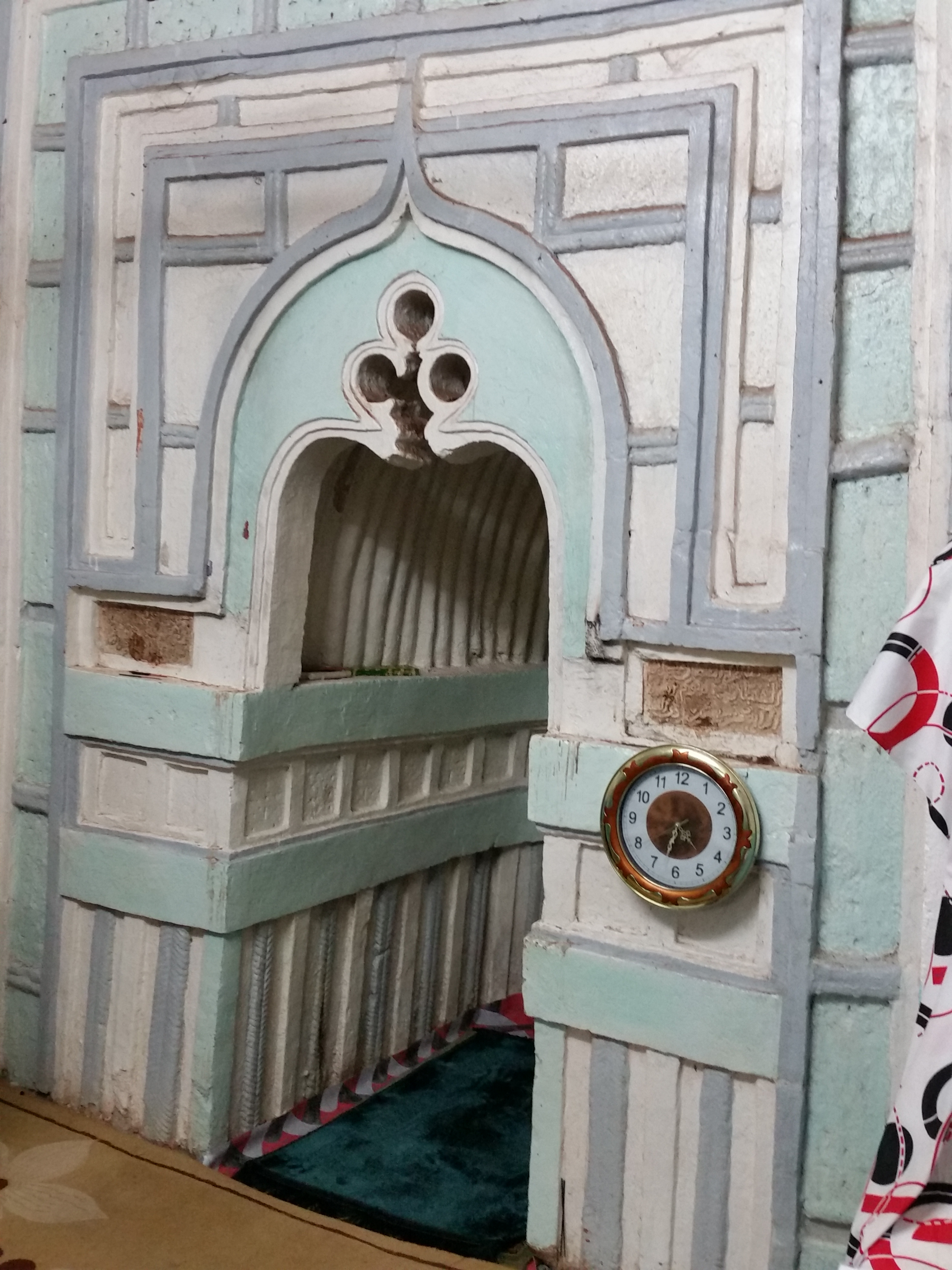
Le mirhab après rénovation.

Le mihrab de Tsingoni, la niche sculptée qui indique la direction de la Mecque dans les mosquées, est souvent présenté comme l'élément le plus remarquable de la mosquée. Ce mihrab est composé de blocs de corail sculptés, avec des moulures et des décors géométriques, intégrés au mur de la qibla. Sa baie est surmontée d’un arc trèflé et d’un arc cissoïde, et une voûte coffrée et cannelurée surmonte l'édifice. La décoration polychrome était régulièrement repeinte lors des fêtes, et des décorations antérieures restent à découvrir.
Les deux inscriptions sur les blocs de corail ont été découvertes en 2006 lors de travaux. Elles ont confirmé les sources indirectes sur le sultan commanditaire des travaux et la date de l'inauguration (1538, soit 944 de l'Hégire). Ces inscriptions sont :

« Ce mihrab a été construit par le Sultan ‘Issa [ou Ali] fils

du sultan Mohamed, le jour de [lacune] 

du quatorzième jour de dhi lqi’da de l’année du Vendredi [mot illisible], quatre

quarante et neuf cent [944] de l’Hégire

[courte ligne lacunaire]

sur celui qui l’a accompli les meilleures prières

et le salut.

Traduction Hakim Bouktir et Assia Daghor-Alaoui, citée par Marcel Pauly, Société d'Histoire et d'Archéologie de Mayotte, 2011. »

Enfin, le mimbar originel en bois sculpté aurait été détruit lors des guerres avec les Malgaches, mais un semblable réalisé par le même constructeur est aujourd'hui dans la mosquée de Domoni

### Les mausolées shiraziens et le cimetière

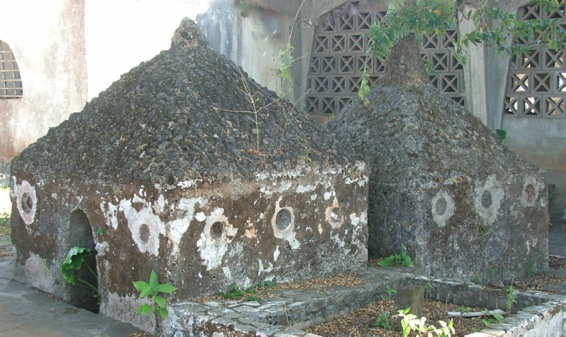
Les mausolées shirazi sont des tombes royales similaires aux sépultures à dôme de l'archipel de Lamu.
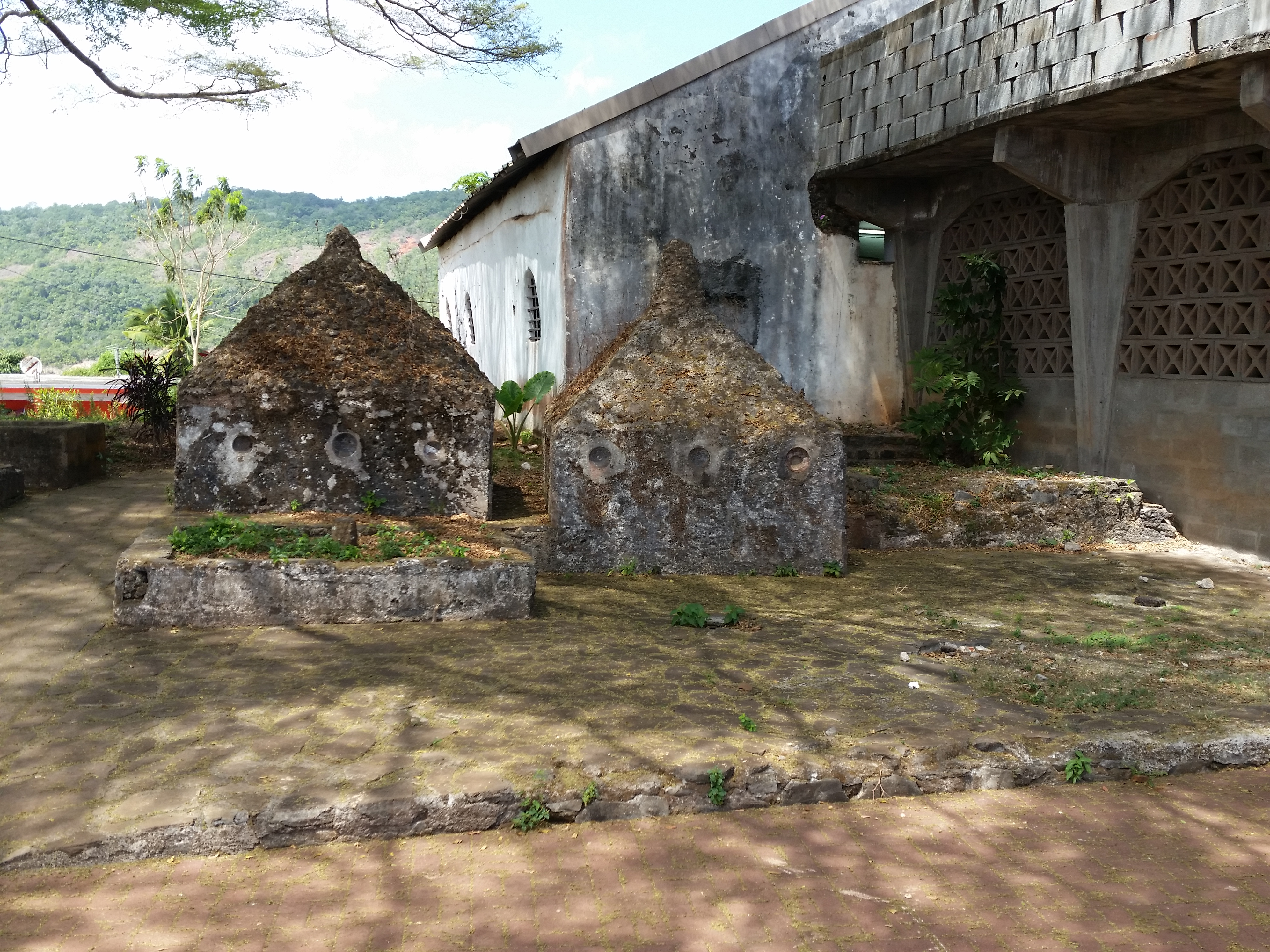
Les mausolées et une partie du cimetière.
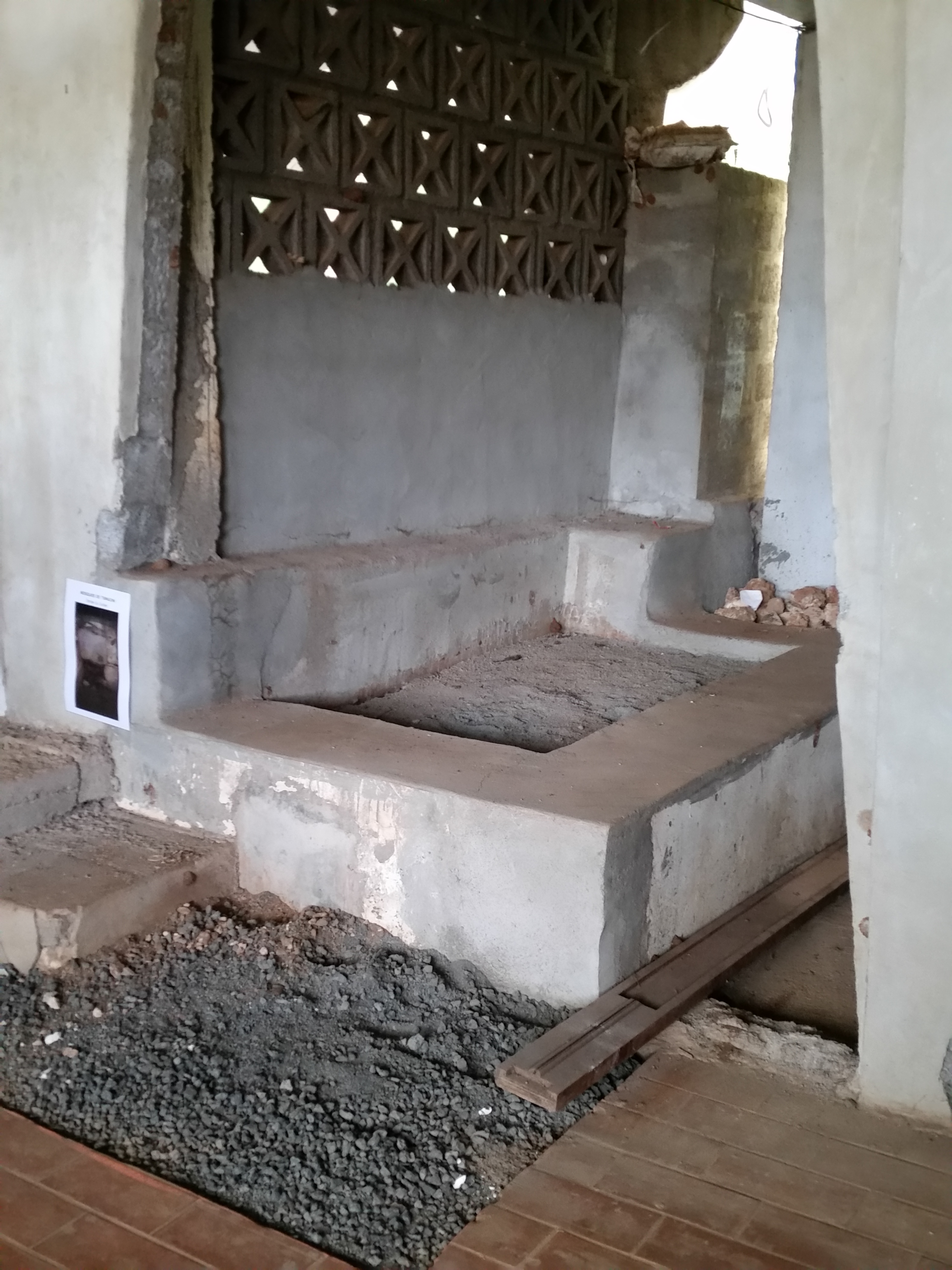
Tombe supposée du sultan Haïssa, après fouille et rénovation (2017).

La mosquée abrite la tombe présumée du sultan Haïssa, d'abord à l'extérieur mais aujourd'hui intégrée au sein de la première extension nord. Elle était au XIXe siècle percée d'ouvertures tréflées.
Deux mausolées extérieurs existent parmi les tombes de l'un des deux cimetières. Ces mausolées pourraient abriter la femme et la fille du sultan. La toiture pyramidale des mausolées, qui sont du corail brut, figure de la végétation. Chacun était ajouré et avec des portes, pour symboliser une habitation.

## Influence à travers l'archipel des Comores
Ce bâtiment culturel et cultuel est un exemple de la culture shirazienne à Mayotte. Elle ressemble également à celle de Domoni à Anjouan, attribuée au père du sultan Haïssa, et qui a les mêmes décors de cordes et de frises.
Déjà point de diffusion de l'islam à Mayotte par les marchands swahilis, arabes et perses, Tsingoni devient au XVIe siècle la capitale du sultanat du sultan Haïssa, qui lui insuffle une forte dynamique. Selon les récits des voyageurs, la mosquée, qualifiée de « royale » du fait de la présence du sultan, est un lieu sacré renommé dans toutes les Comores. Elle est évoquée par le voyageur et poète Piri Reis avec la présence de musulmans chaféites.
Cette mosquée est l'un des plus anciens bâtiments de Mayotte, et le plus vieux encore en activité. Plus ancienne mosquée en activité de France, elle constitue aujourd'hui un symbole du département d'outre-mer de Mayotte. En septembre 2016, les Journées européennes du patrimoine ont été inaugurées par le préfet à la mosquée de Tsingoni.

## La protection et la restauration
La mosquée et les deux mausolées shiraziens et le sol, à l'exception du minaret et des extensions en béton au nord et à l'ouest attenant à la mosquée, ont été inscrits aux monuments historiques par arrêté du 19 décembre 2012,. Cette inscription fait suite à la visite à Mayotte de Frédéric Mitterrand, alors qu'il était ministre de la Culture, en avril 2011. Ce même périmètre a ensuite été classé par arrêté du 25 mars 2015,. Enfin, le minaret a été inscrit par arrêté du 7 avril 2017,.
Depuis janvier 2014 un comité de pilotage réunit des notables et des religieux. Les études de restauration et de valorisation ont démarré en novembre 2014 ; les ateliers Prévost ont remis une étude en 2016 pour définir, en concertation avec la population les travaux à réaliser. Dans le cadre de la restauration de la mosquée et de l’aménagement de ses abords, un programme architectural et technique (PAT) a été lancé en octobre 2018. La mission de maîtrise d’œuvre a été confiée à Pierre-Antoine GATIER, Architecte en chef des Monuments historiques (ACMH). La mosquée a été retenue parmi les édifices qui ont bénéficié du Loto du patrimoine 2019. En 2022, l’avant-projet définitif (APD) a reçu l’avis très favorable de l’Inspecteur général du patrimoine (IGP) compétent pour Mayotte et le projet-dossier de consultation des entreprises (PRO-DCE) a été remis par la maîtrise d’œuvre en mai. Le projet prend en compte l’aménagement de la mosquée moderne et la mosquée ancienne, ainsi que les abords. L’opération a été montée ainsi afin de réaliser les travaux d’un seul tenant, sous la maîtrise d’ouvrage de la Mairie de Tsingoni. Les travaux sur les parties protégées au titre monuments historiques sont financés par la DAC Mayotte sur des crédits du Plan de Relance (690 000 €).
Préalablement au chantier de restauration, une fouille archéologique préventive a eu lieu du 3 juillet au 15 septembre 2023, dans la continuité du diagnostic réalisé en 2016,. Celle-ci a été confiée à l’Inrap et doit permettre d’appréhender l’évolution complexe du bâtiment par la fouille sédimentaire sur 285 m² à l’intérieur et à l’extérieur de la mosquée classée, ainsi que par l’archéologie du bâti. Cette opération archéologique a débuté avec les premiers travaux de purge des enduits et de dépose du sol intérieur de la mosquée, qui devaient mettre à nu les maçonneries afin de les rendre lisibles,. La post-fouille de l’opération archéologique préventive est en cours.
Le chantier de restauration des parties protégées au titre des monuments historiques est réalisé sous le contrôle scientifique et technique de l’Architecte des bâtiments de France (ABF) / Conservateur des Monuments Historiques compétent sur Mayotte et La Réunion. Le parti de restauration a été pris dans un objectif de conservation maximale de la matière d’origine, en restituant des dispositifs historiques disparus ou modifiés, tout en conservant les différentes strates historiques qui ont participé à l’évolution du site et de l’édifice.
Ainsi, l’adjonction nord en parpaing/béton est retirée afin de retrouver l’aspect ancien du mur de qibla, avec la loge du muezzin, ce qui permettra de redonner au bâtiment sa ventilation naturelle d’origine : en ce sens, la baie obstruée sur le mur nord sera rouverte. Le mihrab en pierres de corail devra retrouver ses décors sculptés, aujourd’hui dissimulés par de la peinture. La toiture sera intégralement refaite afin de mettre hors d’eau l’édifice et le sol intérieur sera abaissé de 20 à 30 cm, pour retrouver un état historique qui nécessitait une marche pour descendre dans la mosquée. L’intérieur et l’extérieur de la mosquée avaient été recouverts entre 1980 et 2005 d’un enduit ciment qui posait un problème pour la pérennité des murs maçonnés en blocs de corail et de grès de plage : risques de décollements, blocage de la respiration des maçonneries, en particulier en pied de mur. Historiquement, le mortier était fabriqué à base de chaux corallienne et de sable de plage,.
L’enduit ciment déposé lors de la fouille archéologique en 2023 est donc remplacé par un enduit à la chaux hydraulique naturelle blanche NHL 3,5, sans adjuvant ni ciment. Après la régénération des cœurs de maçonnerie par coulis gravitaire de chaux, l’application comprendra un gobetis de 5 à 8 mm, d’un corps d’enduit de 15 à 20 mm, puis une couche de finition de 5 à 7 mm ; le tout appliqué manuellement à la truelle et à la langue de chat. L’utilisation de sable de plage étant limitée ou interdite, c’est le sable basaltique des carrières mahoraises qui a été utilisé, ce qui donne une teinte grise au gobetis et au corps d’enduit. À la suite de plusieurs essais en jouant sur sa composition, la couche de finition prendra une teinte proche de la chaux historique et aura un aspect coupé et gratté, au plus proche des plus anciennes photographies connues du monument dans les années 1980.
En mai 2024, l’historien Inssa de N’guizijou et l’ancien maire de Tsingoni, Allaoui Ahamada Yves, ont alerté Mayotte la 1ère sur l’utilisation de ciment dans la restauration de la mosquée classée au titre des monuments historiques et sur l’absence de panneau de chantier. Ces informations ont été démenties dans le cadre d’un droit de réponse communiqué par la maîtrise d’œuvre du projet, paru dans France Mayotte Matin.

## Numismatique et philatélie
La mosquée de Tsingoni est représentée sur un timbre mahorais de 3 F, dessiné par Gilles Renaud et publié le 7 septembre 1998.
Elle figure aussi sur la pièce de 10 € en argent éditée en 2011 par la Monnaie de Paris, pour la collection « Les Euros des Régions » afin de représenter Mayotte.